# Petr Holý
Petr Holý (ur. 10 maja 1933 w Ostrawie, zm. 15 grudnia 2010 tamże) – czeski historyk i teoretyk sztuki, powieściopisarz, poeta, pedagog uniwersytecki.

## Życiorys
Studiował historię sztuki i estetykę na Wydziale Filozoficznym Uniwersytetu Masaryka w Brnie. W 1957 roku został dyrektorem Galerii Regionalnej w Ostrawie. Od 1960 pracował na Wydziale Pedagogicznym w Ostrawie, gdzie wykładał historię sztuki do 1970 roku, a został zwolniony na początku lat 70. w czasie tzw. normalizacji. Następnie pracował dla firmy budowlanej. W czasach totalitaryzmu publikował za granicą pod pseudonimami, także w formie samizdatu. W listopadzie 1989 przyczynił się do współzałożenia Forum Obywatelskiego w Ostrawie. W następnym roku przeniósł się na Wydział Filozoficzny, gdzie prowadził studia historii sztuki i dziedzictwa kulturowego. W 1933 r. uzyskał doktorat naukowy na Wydziale Filozoficznym Uniwersytetu Masaryka w Brnie, w 1995 r. uzyskał habilitację na Wydziale Filozoficznym Uniwersytetu Palackiego w Ołomuńcu.
Jest wieloletnim współpracownikiem Radia Wolna Europa.

## Nagrody i wyróżnienia
European Prize for Art by European Union of Arts (2001)
Pamiątkowy medal za zasługi dla rozwoju Uniwersytetu w Ostrawie (2006)

## Dzieła
- Augustin Handzel (1960)
- Výtvarný život v Moravské Ostravě, a na Ostravsku v letech 1918-1934 (1969)
- Jaroslav Kape. Hledání universa (1992)
- Stanislav Hanzlík (1993)
- Snědá hodina (1993)
- Zvláštní poutník: Otakar Schindler, malíř hravosti (2003)
- Magická síla ohně: Sochař Igor Kitzberger (2006)[1]